# الملائكة لا تسكن الأرض (فلم)
الملائكة لا تسكن الارض هو فيلم دراما مصري من إخراج سعد عرفة وبطولة بوسي، ممدوح عبد العليم، سعيد صالح، إبراهيم عبد الرازق، سميحة توفيق ونعيمة الصغير.
أُنتج الفيلم عام 1987، وهو من أوائل الأفلام المصرية التي تتناول قضية الإرهاب، ووافقت الرقابة في مصر على عرضه، لكن دور العرض أحجمت عن عرض الفيلم بسبب الخوف من رد فعل الجماعات المتطرفة، ولم يُعرض إلا عام 1995!

## نبذة
يعامل الشيخ عمران ابنه بقسوة لإجباره على الصلاة وتترسب في رأس الابن أفكار متناقضة، يحاول التوبة لكنه ممزق بين رغبته في ممارسة حياته الطبيعية وبين هلعه من ارتكاب المعاصي.

## طاقم العمل
- بوسي بدور أمينة
- ممدوح عبد العليم بدور علي
- سعيد صالح بدور صابر
- إبراهيم عبد الرازق بدور عمران أبو علي
- سميحة توفيق بدور أم أمينة
- نعيمة الصغير بدور أم علي الزوجة الاولى

## وصلات خارجية
- الملائكة لا تسكن الأرض على موقع الدهليز
- الملائكة لا تسكن الأرض على موقع قاعدة بيانات الأفلام العربية